# Mario Firmenich
Mario Eduardo Firmenich (Buenos Aires, 24 de enero de 1948) es un exguerrillero y economista argentino. Fue uno de los fundadores y principales dirigentes de la organización guerrillera Montoneros en la Argentina en la década de 1970. En 2023 fue contratado como asesor presidencial por el gobierno de Daniel Ortega en Nicaragua.

## Biografía

### Juventud
Su padre era ingeniero (descendía de familia de origen germánico y su apellido de origen se escribía Fírmenij), y su madre, Zarina Sagreras (hija y nieta de dos conocidos guitarristas), trabajó como docente. Nació en el barrio porteño de Floresta. Durante su infancia y juventud vivió con sus padres y sus cuatro hermanos en Ramos Mejía, en el oeste de Buenos Aires, donde cursó la escuela primaria. Luego continuó sus estudios, recibiéndose como bachiller, en el Colegio Nacional de Buenos Aires, uno de los más reconocidos de la Argentina. 
Se integró a la Juventud Estudiantil Católica (JEC; cuyo centro de reuniones estaba muy cerca del colegio) y llegó a ser nombrado presidente por monseñor Antonio Caggiano. Allí conoció al sacerdote Carlos Mugica, cuya obra como benefactor de los habitantes de la Villa miseria "Y.P.F." (en la zona portuaria de Retiro) tendría una importancia notable en su formación y en el viraje de sus ideas hacia la izquierda.
En el verano de 1966, invitado por el padre Mugica, participó con otros jóvenes católicos en un campamento en Tartagal (Santa Fe), donde había estado la empresa británica La Forestal, y quedaron muy impactados por la vida miserable que llevaba la gente. Firmenich mantendría una estrecha relación con Mugica (hasta su asesinato, el 11 de mayo de 1974, que se atribuye a la Triple A).
Durante su paso por el colegio secundario, del que egresó en 1966 (año del golpe militar del general Onganía contra el gobierno democrático del presidente Arturo Illia), participó en crear una corriente estudiantil católica junto con su amigo Carlos Gustavo Ramus: fue una expresión minoritaria en un ambiente estudiantil politizado, en el que predominaba la Federación Juvenil Comunista. 
Terminado sus estudios secundarios comenzó la carrera de ingeniero agrónomo en la Facultad de Agronomía de la Universidad de Buenos Aires. 
A través de las reuniones organizadas por Juan García Elorrio en la revista Cristianismo y Revolución conoció a otros futuros líderes de Montoneros, como Fernando Abal Medina, y se integró al Comando Camilo Torres.

### Inicios
Firmenich integró el grupo fundador de la organización guerrillera Montoneros, junto a Fernando Abal Medina y otros, como Carlos Gustavo Ramus y Norma Arrostito; la ideología de la organización interpretaba el peronismo como la única forma política revolucionaria adaptada a la situación argentina y fusionada con elementos que cobraron mayor intensidad por la ideología de sus fundadores; una mixtura entre elementos del nacionalismo católico y la revolución socialista cubana.
El 29 de mayo de 1970 participó en la Operación Pindapoy, consistente en el secuestro y asesinato del ex-dictador Pedro Eugenio Aramburu, al que Montoneros sometió a un «juicio popular», por ser "El máximo responsables de los fusilamientos de militares y civiles peronistas en 1956". Con este hecho de gran repercusión pública y que causó la caída del general Onganía, la organización alcanzó un fuerte reconocimiento de los medios peronistas y comenzó a nuclear a otras agrupaciones  guerrilleras (como sectores de las Fuerzas Armadas Peronistas, las Fuerzas Armadas Revolucionarias y la agrupación Descamisados). Ya en democracia (en ocasión del retorno al país del cadáver de Eva Perón), los Montoneros «secuestraron» los restos del general Aramburu ―violaron su tumba en el cementerio de la Recoleta― y publicaron un pormenorizado relato en la revista La Causa Peronista del 3 de septiembre de 1974, cuyo título de tapa era: «Mario Firmenich y Norma Arrostito cuentan cómo murió Aramburu».

## Dirección de Montoneros
Luego de las muertes de Abal Medina y Ramus en un enfrentamiento con la policía en un bar en William Morris, y de José Sabino Navarro (alias Negro), en la sierra cordobesa, ocurridos durante la llamada Revolución Argentina, Firmenich alcanzó la conducción nacional de Montoneros, cargo que mantuvo hasta la disolución.
Entre 1971 y los años ochenta, lideró la organización  como secretario general, inspiró su línea política y la mayoría de sus documentos a través de las diversas alternativas de la lucha política de la época. A Firmenich se lo consideró representante del ala más militarista.

### Montoneros y Perón
La relación de Montoneros con Perón sufrió fuertes altibajos; durante su forzoso exilio en España, el expresidente se mostró complaciente con las acciones de la organización, y cuando la dictadura de Alejandro Agustín Lanusse convocó a elecciones, en las que resultó elegido Héctor J. Cámpora, figuras afines a ella ocuparon puestos de Gobierno. Esteban Righi (joven abogado socio del hijo de Cámpora), fue nombrado Ministro del Interior.
Otros peronistas (con menos ascendiente en el partido), se alinearon junto a los jóvenes para obtener cierto apoyo interno, como el gobernador de Buenos Aires, Oscar Bidegain, el gobernador de Salta, Miguel Ragone, el de Mendoza, Alberto Martínez Baca, el de Santa Cruz, Jorge Cepernic y el cordobés Ricardo Obregón Cano. Sin embargo, ninguno de ellos respondía a directivas de la organización.

### Ezeiza
En ese contexto, tras 18 años de exilio, regresó Perón el 20 de junio de 1973, con una inmensa movilización de masas que fue a recibirlo al Aeropuerto Internacional Ministro Pistarini en Ezeiza. La facción de derecha, liderada y organizada por López Rega y por el coronel Jorge Osinde, encargado de la custodia del acto por orden de Perón, hizo fuego sobre la columna de la Juventud Peronista y de Montoneros que se acercaba al palco tratando de ocupar los lugares más cercanos, la que contestó con otros disparos de armas cortas, causando un gran disturbio que pasó a la historia como la masacre de Ezeiza. En el tiroteo murieron al menos 13 personas (3 de izquierda, 1 de la custodia del palco y 9 sin filiación identificada) y hubo cientos de heridos. Muy grande fue la decepción popular (no solo por los hechos en sí), sino porque el avión que traía a Perón tuvo que ser desviado al aeródromo de Morón.
En referencia a este episodio, los investigadores discrepan sobre sus motivaciones y origen. El historiador Samuel Amaral, niega que el enfrentamiento haya sido premeditado, y lo atribuye a una provocación de la izquierda, (que se sumaba a provocaciones anteriores, como las tomas de edificios en las primeras semanas del Gobierno de Cámpora). 
El periodista Horacio Verbitsky, autor del primer  libro sobre el tema, considera que la masacre fue un intento premeditado (para desplazar a Cámpora, y copar el poder), organizado por grupos peronistas de derecha.

### Renuncia de Cámpora
Perón expresó su desagrado por los hechos de Ezeiza, que impidieron que diera allí su discurso y obligaron a que su avión descendiera en Morón. La puja entre sectores peronistas continuó con atentados y muertes. Tras 49 días de Presidencia, Cámpora renunció y le sucedió Raúl Lastiri, yerno de José López Rega ―llamado Lopecito por Perón y El Brujo, debido a sus estudios de astrología, por sus adversarios―. 
López Rega -un ex policía- había sido nombrado Ministro de Bienestar Social desde el 25 de mayo de 1973, por sugerencia de Perón. A poco de asumir se convirtió en el principal referente de la derecha del peronismo. Pocos meses antes de la muerte de Perón, el ministro López Rega (con elementos afines de la policía), organizó la Triple A, un grupo parapolicial para perseguir y amenazar (llegado el caso: asesinar) a los referentes y militantes de la izquierda. Para eso había acumulado un importante arsenal de armas en los subsuelos de la sede de su ministerio.

### Asesinato de Rucci
El 25 de septiembre de 1973 fue asesinado José Ignacio Rucci, secretario general de la CGT, principal aliado de Perón. Esta acción -que no fue reconocida por ninguna organización- se realizó, al parecer, con la intención de presionar a Perón (que dos días antes había ganado la elección presidencial); pero resultó contraproducente. 
Rucci ya estaba amenazado de muerte, e incluso las muchedumbres montoneras en los actos públicos gritaban "Rucci traidor, a vos te va a a pasar lo mismo que a Vandor".
Rucci pernoctaba en lugares distintos a causa de las amenazas de muerte. Cuando salió de su casa al cuidado de docena de custodios, rumbo a Canal 13 para que le hicieran un reportaje, los guerrilleros salieron para acribillarle mientras Rucci estaba en su automóvil. Roqué le disparó perforándole el cuello y la yugular. Dicho disparo fue secundado por una balacera al cuerpo aparentemente muerto de Rucci. Los custodios reaccionaron, pero no pudieron saber en el momento quienes perpetuaron el hecho.
Según el periodista Ricardo Roa, durante la investigación judicial por este crimen, Firmenich les dijo «Fuimos nosotros», aceptando la autoría de Montoneros. También la atribuye a la organización el entonces dirigente y fundador de Montoneros José Amorín y otros testimonios.
Algunas dudas sobre los autores, sin embargo, persisten. Quizás a este hecho se refiera Firmenich en su autocrítica: "de haber “celebrado”, ingenuamente, algunos atentados contra adversarios, aún sin saber certeramente su procedencia".
Firmenich, en una cena privada que tuvo en septiembre de 1974 aceptó que el asesinato de Rucci fue un error: "Nosotros creíamos que tirándole al viejo un fiambre sobre la mesa íbamos a poder negociar en mejores condiciones, y la historia nos demostró que no era así. Fue una decisión política equivocada". En el año 2004 en la revista Noticias ratificó sus dichos: "Sí, desde nuestro lado (matar a Rucci) fue un error político, como toda la guerra civil que ha vivido la Argentina". Coincidentemente con esta autocritica, en una conferencia de prensa en 1997 Miguel Bonasso dijo: "en lugar de matar a Rucci tendríamos que haber matado a López Rega".
Un estudio de Martin Edwin Andersen sostiene la tesis de que los Montoneros se vanagloriaron del asesinato de Rucci instados por Mario Firmenich quien era, en verdad, un agente del Servicio de Inteligencia del Ejército y tenía la misión de desacreditar a los Montoneros por medio de la toma de responsabilidad por la ejecución de asesinatos políticos que ellos no habían cometido y que los desprestigiaban. Andersen atribuye la autoría del crimen a un grupo conectado con el Ministerio de Bienestar Social bajo la dirección de López Rega. Su fuente era "un diplomático norteamericano jubilado" cuyo nombre Andersen no delata.
Perón asistió al velorio de Rucci, el cual dijo angustiado: "Esos balazos fueron para mí: me cortaron las patas".

### Asalto a la Guarnición de Azul por el ERP
En enero de 1974 el intento del ERP de tomar un regimiento en la ciudad de Azul, motivó que Perón se propusiera aislar a ese grupo guerrillero, por lo que elevó al Congreso un proyecto para modificar el Código Penal y endurecer las penas. Perón se reunió con los diputados de la Juventud Peronista y les planteó su estrategia.
La negativa de los diputados vinculados a Montoneros a votar la Ley Antisubversiva determinó que Perón les requiriera que si no estaban de acuerdo con la política del gobierno se apartaran de él, por lo que los mismos ―salvo uno― renunciaron a sus bancas. La situación llevó a Firmenich (junto a otros miembros de la conducción nacional como Roberto Quieto, exlíder de las marxistas Fuerzas Armadas Revolucionarias (FAR) recién fusionada con Montoneros) a apartarse del gobierno en tanto se incrementaba el número de atentados de la guerrilla. 
En la celebración del Día del Trabajador ―el 1 de mayo de 1974― Perón desde los balcones de la Casa Rosada los definió como «imberbes» y «estúpidos». Montoneros decidió abandonar la plaza, en medio de la disputa con Perón, que intentaba marginar a los grupos más violentos y dividir la agrupación juvenil.

### Primera detención y libertad
A mediados de febrero de 1974, Firmenich fue detenido por la Policía Federal Argentina cuando llevaba una cédula de identidad falsa, un revólver calibre 38, una pistola calibre 9 mm con la inscripción «Policía de la Provincia de Buenos Aires» y una chapa de pecho sustraída en un asalto a un agente de esa institución. El 13 de febrero, fue liberado desde la Comisaría 32a por orden del Jefe de Policía, general Miguel Ángel Iñíguez, siendo este último condenado en primera instancia a la pena de 2 (dos) años de prisión e inhabilitación absoluta por el doble tiempo de la condena, por haber facilitado esa evasión (artículo 281 del Código Penal Argentino). El 28 de marzo de 1985, la Sala II de la Cámara Federal de Apelaciones en lo Criminal y Correccional Federal de la Capital, por los votos de los jueces Ledesma, Valerga Aráoz y D'Alessio, revocó esa condena y sobreseyó a Iñíguez, por considerar prescripta la acción penal en su contra.

## Pase a la clandestinidad
A la muerte de Juan Perón, asumió su vicepresidenta y esposa María Estela Martínez, maleable a la influencia de López Rega. El 15 de julio de 1974 Montoneros, bajo la dirección de Firmenich, asesinó al exministro Arturo Mor Roig, un político de la Unión Cívica Radical que había sido ministro del general Lanusse, y que se encontraba sin custodia en un restaurante de San Justo.
La conducción Montoneros dirigida por Firmenich optó el 6 de septiembre de 1974 por el «pase a la clandestinidad» de la organización y de los frentes de masas que esta había construido y que constituían la corriente principal de la tendencia revolucionaria peronista (la Juventud Peronista, la Juventud Universitaria Peronista, la Juventud Trabajadora Peronista, el Movimiento Villero Peronista,  el Movimiento de Inquilinos Peronistas, la Agrupación Evita, etc.). Desde esa fecha, fue nombrada en los medios periodísticos como «la organización autoproscrita».
Firmenich se ocupó de la dirección de las operaciones armadas de la organización, entre las que se contó la Operación Mellizas (19 de septiembre de 1974), que consistió en el secuestro de los millonarios industriales Juan y Jorge Born, gracias al cual Montoneros se hizo con un rescate récord. Según testimonios de la época, como la revista Gente, afín al gobierno militar, lo cobrado sería de 20 millones de dólares. Según otros testimonios se pidieron 60 millones, equivalentes a 303 millones, al interés de 2017. El destino final no se encuentra esclarecido, aunque parte sustancial se utilizó durante la campaña interna del peronismo en 1983,[cita requerida] con el apoyo a la corriente "Intransigencia y movilización", que llevaba como candidato a presidente a Vicente Saadi.
Aunque a principios de 1975 la presidenta María Estela Martínez de Perón pareció dar una chance para que Montoneros se integrara al sistema político (participaron como Partido Peronista Auténtico en las elecciones en Misiones), el intento fue efímero y hacia fines de ese año la organización fue declarada ilegal por el gobierno. 
Sobre el golpe militar ya en gestación, Firmenich ha declarado:
“A fines de octubre de 1975, cuando todavía estaba el gobierno de Isabel Perón, ya sabíamos que se daría el golpe dentro del año. No hicimos nada por impedirlo porque, en suma, también el golpe formaba parte de la lucha interna en el movimiento peronista. Hicimos en cambio nuestros cálculos, cálculos de guerra, y nos preparamos a soportar, en el primer año, un número de pérdidas humanas no inferior a mil quinientas bajas”. (Mario Firmenich, L’Epresso, 9 de julio de 1977).

## Exilio
Producido el golpe militar que dio lugar al Proceso de Reorganización Nacional el 24 de marzo de 1976, los niveles superiores de la organización -Firmenich entre ellos-, discutían la conveniencia de que la conducción nacional de Montoneros partiera al exilio. Firmenich estuvo a punto de ser capturado a fines de septiembre, en una reunión de la cúpula montonera en la calle Corro 105 de Buenos Aires. Gracias a la resistencia de sus compañeros pudo escapar. La posterior captura y desaparición de Carlos Hobert, número dos en la jerarquía montonera, lo convenció de huir. Residió en Roma y México hasta recalar en Cuba, como huésped de Fidel Castro.
En la Argentina, continuaron los atentados (ya contra la dictadura), con hechos resonantes -que por su repercusión pudieran sortear la fuerte censura de prensa de los militares- y en extremo violentos, que provocaron muchas muertes. La Junta Militar llevó adelante una política de terrorismo de Estado, que incluyó la tortura, el cambio de nombre de niños nacidos en cautiverio y la desaparición forzada de miles de ciudadanos.
La organización había sido aniquilada entre 1975 y 1977, pero algunos montoneros y sectores militares se negaban a admitirlo. Otros dirigentes se ufanaban de que con el dinero recaudado en los secuestros, aunque quedaran con vida «cuatro gatos locos» (sic, por ‘pocos miembros’), podrían reconstruir la organización.
En esa época se habían sentado las bases de lo que sería una reestructuración de la «organización político-militar» (OPM) ―llamada por ellos "la Orga"― en un Partido Montonero y un Ejército Montonero. En abril de 1977 se creó una nueva estructura independiente, el Movimiento Peronista Montonero (MPM).
En 1978, en coincidencia con el mundial de fútbol a realizarse en Argentina, Montoneros organizó una campaña publicitaria de gran alcance con el objeto de concienciar a la comunidad internacional de los abusos cometidos por la dictadura. En ese contexto Fernando Vaca Narvaja se reunió con buena parte de los líderes de la Internacional Socialista, como Lionel Jospin y Willy Brandt. También realizaron una película, "Resistir", con declaraciones de Firmenich
En 1979, considerando que las contradicciones internas de la dictadura eran suficientes para «devolver el golpe», la mayoría de la conducción en el exilio aprobó la contraofensiva de Montoneros; la que terminó en fracaso y significó la muerte en enfrentamientos o captura y encarcelamiento de la mayoría de los cuadros montoneros.
En los inicios de la guerra de las Malvinas, 28 de abril de 1982, Firmenich escribió un documento en el cual llamó a resistir el ataque británico con milicias populares voluntarias. También propuso poblar las islas con civiles argentinos.

## Retorno a la democracia
En 1983, ante la convocatoria a elecciones del presidente militar Reynaldo Bignone, los Montoneros dieron su apoyo a la corriente interna peronista "Intransigencia y Movilización", con una fuerte campaña de carteles en las calles y la publicación del diario "La Voz", pero no lograron imponer su precandidato a presidente, Vicente Saadi, en la elección partidaria. Esa participación en una interna partidaria (sumado al posterior indulto) hizo que muchos dirigentes montoneros se reintegraran a la militancia peronista.
El 13 de febrero de 1984 Firmenich fue arrestado en Brasil por la solicitud de extradición que formuló el gobierno constitucional de Raúl Alfonsín. Cuatro meses después fue extraditado, juzgado y condenado a 30 años de prisión por homicidio y secuestro, junto con Vaca Narvaja y Roberto Perdía. Desde la cárcel lideró el Peronismo Revolucionario, una corriente interna minoritaria del Movimiento Peronista, dedicada a reivindicar los objetivos de la izquierda peronista de los años setenta.
Excluido en un primer momento por el presidente Carlos Menem del indulto otorgado a los jefes guerrilleros y militares, el decreto 2742 del 29 de diciembre de 1990 le otorgó la libertad a Firmenich. Tras abandonar la prisión, dejó la política activa para dedicarse al estudio y la investigación. 
Se recibió de licenciado en Economía en la Universidad de Buenos Aires en febrero de 1996, con el mejor promedio de su promoción, aunque el centro de estudiantes de la Facultad, liderado por la agrupación radical Franja Morada, impidió que se le otorgara la medalla de oro por tal logro. Durante estos años, vivió en su domicilio de Isidro Casanova. 
Marchó a Barcelona, donde en 1999 recibió un doctorado en Economía bajo la tutela del premio Nobel de economía Joseph Stiglitz.
Durante su estadía en Europa se ha desempeñado como profesor asociado en el Departamento de Teoría Económica de la Universidad de Barcelona, y ha publicado artículos en revistas especializadas.
En referencia a lo sucedido en Argentina, Firmenich dijo en una entrevista con radio La Red de Buenos Aires en 2001 que «en un país que ha vivido una guerra civil, todos tienen las manos manchadas de sangre».

## En elsigloXXI
En 2004 publicó y presentó su libro Eutopía, desarrollando una propuesta económica alternativa al neoliberalismo vigente. Reside en Villanueva y Geltrú, Barcelona, donde se dedica a la docencia, acompañado por su familia y es profesor del Departamento de Economía de la Universidad Rovira i Virgili (en Reus, Tarragona). Su esposa, María Martínez Agüero, estuvo presa varios años durante la dictadura y proviene de una familia tradicional de Córdoba, es pariente del exvicepresidente radical Víctor H. Martínez.
En octubre de 2015 emitió una declaración política ante las elecciones presidenciales en Argentina. Sus conclusiones eran, desde el punto de vista económico: "Situación macroeconómica mala. Situación internacional desfavorable" y, en lo social, "Situación social precaria peligrosa. Perspectiva política conflictiva inestable".
En mayo de 2020 presentó un documento en la prensa argentina denominado "Cómo salir de la pandemia de modo sostenible [sic]", con reflexiones sobre la situación económica y política del país, afirmando que "la organización de los militantes políticos del peronismo tiene una lógica básicamente electoralista".